# Hispidoberyx
Hispidoberyx is een monotypisch geslacht van straalvinnige vissen uit de familie van doornvissen (Hispidoberycidae).

## Soort
- Hispidoberyx ambagiosus Kotlyar, 1981